# Breuskes Mühlenbach
Der Breuskes Mühlenbach ist ein rechtes Nebengewässer des Hellbachs in Recklinghausen. Er zählt zum Flusssystem der Emscher. Die Länge des Bachs beträgt 4,3 km. Seine Quelle liegt nordwestlich der A 43. Im Oberlauf wies der Bach auch vor dem Umbau des Emschersystems eine gute Wasserqualität auf, da er hier als Reinwasserlauf erhalten geblieben ist. Der während der Industrialisierung begradigte und mit Betonsohle versehene Unterlauf wurde bis 2015 renaturiert. Dies geschah als erster Teil der Umgestaltung des Einzugsgebiets des Hellbachs im Rahmen des Projekts Umbau des Emschersystems, getragen von der Stadt Recklinghausen und der Emschergenossenschaft.
Durch seine Renaturierung führt der Breuskes Mühlenbach von seiner Quelle bis zu seinem Zusammenfluss mit dem Hellbach Rein- bzw. Regenwasser.